# Le Spécialiste des cœurs
Pour plus de détails, voir Fiche technique et Distribution.
Le Spécialiste des cœurs (Kinderarzt Dr. Fröhlich) est un film allemand réalisé par Kurt Nachmann, sorti en 1972.
C'était le neuvième film mettant en vedette le chanteur de schlager Roy Black, alors âgé de 28 ans, et le deuxième dans lequel il incarne un pédiatre, après Unser Doktor ist der Beste (de) en 1969.

## Synopsis
Hannes Fröhlich, qui vient de recevoir son doctorat, se voit proposer un poste à l'hôpital par le professeur Rodenburg. Lors de son premier jour de travail, il se lie d'amitié avec la petite fille Stefanie. Par hasard, il surprend un couple d'infirmières soupçonnant qu'il n'a obtenu le poste que grâce à son amitié avec Clarissa, la fille du professeur. Déçu, Hannes renonce à l'hôpital. Le soir, il apprend par son colocataire Hansi qu'il a reçu un télégramme de son oncle. Le Dr Bichler, médecin très populaire dans son pays natal, demande à son neveu de le remplacer pendant ses vacances. Cependant, comme Hansi n'a pas informé son oncle de l'arrêt prématuré de ses études de médecine, il ne peut pas lui rendre service. Cependant, Hannes accepte de le faire et part.
Pendant l'aller, il rencontre la jeune femme Eva Holm, qui veut se rendre au même endroit que lui avec un petit garçon, Peter. Hannes les emmène tous les deux dans sa voiture et les amène à leur appartement. Eva, qui est elle-même nouvelle dans la région, aimerait commencer son nouveau travail de pharmacienne le lendemain.
Parallèlement aux premières expériences de Hannes en tant que médecin dans le nouvel environnement, une autre histoire se déroule pour la petite fille Stefanie à l'hôpital de Rodenburg. Elle rend les choses difficiles pour les médecins et refuse d'être traité par un médecin autre que le Dr Fröhlich. Moritz Morris, l'assistant du père très riche de l'enfant, l'emmène donc vers le jeune médecin. La jeune fille aimerait fréquenter un internat là-bas, mais la ville est censée le fermer pour des raisons financières. On apprend ensuite que le père de Stefanie est en prison pour un braquage de banque, son complice Moritz, inconnu de la police, lui rend visite régulièrement et garde l'argent qu'ils ont volé ensemble. Les deux en font don pour entretenir le pensionnat.
Entre-temps, Hannes apprend à mieux connaître Eva et Peter à travers divers enchevêtrements. Il apprend qu'Eva n'est pas la mère mais seulement la tante du garçon, qui, complètement inconscient, espère que son père reviendra bientôt. Il reconnaît Hannes comme tel et souhaite ne plus jamais repartir. Hannes et Eva, qui sont tombés amoureux l'un de l'autre, finissent par se marier.

## Fiche technique
- Titre français : Le Spécialiste des cœurs[2]
- Titre original : Kinderarzt Dr. Fröhlich
- Réalisation : Kurt Nachmann
- Scénario : Kurt Nachmann
- Musique : Werner Twardy (de)
- Photographie : Heinz Hölscher
- Production : Karl Spiehs
- Société de production : Lisa Film
- Société de distribution : Constantin Film
- Pays d'origine :  Allemagne de l'Ouest
- Langue : Allemand
- Format : Couleur - 1,66:1 - mono - 35 mm
- Genre : Musical
- Durée : 92 minutes
- Dates de sortie :
  -  Allemagne de l'Ouest : 16 mars 1972.

## Distribution
- Roy Black : Dr Hannes Fröhlich
- Heidi Hansen : Eva Holm
- Georg Thomalla : Guido Zwiesel
- Ralf Wolter : Fritz Pfeiffer, notaire
- Ruth Stephan : Josefa
- Ernst H. Hilbich (de) : M. Knäblein
- Hansi Kraus (de) : Hansi Bichler
- Heinrich Schweiger : Professeur Rodenburg
- Erni Mangold : Thussy Zwiesel
- Rainer Basedow : Mathis, un patient
- Gretl Schörg : La directrice de la maison des enfants
- Ingrid Kelemen : Clarissa Rodenburg
- Ilse Hanel : Mme Friedenreich
- Tanja Gruber : la boutiquière
- Isolde Stiegler : la chef infirmière
- Karin Lorson : l'infirmière
- Peter Bernatzik : Peter Holm
- Andrea Schober : Stefanie
- Heinz Reincke : Max
- Eddi Arent : Moritz Morris

## Production
Les prises de vue en extérieur sont faites à Werfen et Pfarrwerfen, près de Salzbourg, au château de Hohenwerfen transformé en maison d'enfants dans le film, et dans l'Eisriesenwelt. Les scènes de la pharmacie et du dentiste sont tournées à l'auberge Pfarrwirt.